# 宇宙桜 (2000年)
宇宙桜（うちゅうざくら）は2000年（平成12年）に毛利衛宇宙飛行士と共にスペースシャトル・エンデバー号で宇宙を飛行した種から生じた桜。毛利は故郷の北海道余市町で160粒のオオヤマザクラ（エゾヤマザクラ）の種子を預かり、11日間と5時間38分に及ぶ宇宙飛行を行った後に帰還。北海道立林業試験場で苗木に育てられた後、全国科学館連携協議会と余市町の協力により日本全国の30の科学館に苗木が配布された。

## 各地の宇宙桜
- 余市宇宙記念館（道の駅スペース・アップルよいち、北海道余市町）[5]
- 田中舘愛橘記念科学館（岩手県二戸市）[6]
- 多摩六都科学館（東京都西東京市）[7]
- 栃木県子ども総合科学館（栃木県宇都宮市）[1]
- 岐阜市科学館（岐阜県岐阜市）[3]
- 伊丹市立こども文化科学館（兵庫県伊丹市）[8]
- 倉敷科学センター（岡山県倉敷市）[4] - 猛暑により樹勢が衰え2024年（令和6年）に枯死が確認された[9]。

## 註
1. 1 2 3 4  8.エゾヤマザクラ（子ども総合科学館） 栃木県
2. 1 2  宇宙桜 山梨県、2024年4月15日。
3. 1 2  平成29年度 4月13日　宇宙桜が見頃を迎えました 岐阜市
4. 1 2  「宇宙桜（エゾヤマザクラ）」開花しました ライフパーク倉敷科学センター
5. ↑  毛利さんゆかりの「宇宙桜」が今年も咲きました! スペース童夢
6. ↑  宇宙桜 田中舘愛橘記念科学館
7. ↑  第11回　西東京市に咲く、「宇宙桜」 西東京市
8. ↑  「宇宙桜」9年連続開花 毛利さんと共に旅した種、ぐんぐん成長　伊丹・こども文化科学館 神戸新聞
9. ↑  倉敷の「宇宙桜」猛暑で枯死 毛利衛さん搭乗シャトルに種積載 山陽新聞デジタル、2024年4月24日。